# Simon Brousseau
Simon Brousseau est un écrivain québécois né en 1985. Il détient un doctorat en études littéraires de l’Université du Québec à Montréal. Il enseigne la littérature au Collège Jean-de-Brébeuf, à Montréal,,. 
Outre deux recueils de nouvelles et un essai, il a signé des textes dans plusieurs revues, notamment : À bâbord !, Liberté, Moebius, Nouveau projet, Spirale, XYZ. La revue de la nouvelle et Zinc.

## Œuvres

### Roman
- Chaque blessure est une promesse, Montréal, Éditions Héliotrope, 2023, 210 p.  (ISBN 9782898221248)
- (À paraître) Foule monstre, Montréal, Éditions Héliotrope, 2025, 228 p.  (ISBN 9782898222184)[5]

### Nouvelles
- Synapses, Montréal, Le Cheval d’août, 2016, 107 p.  (ISBN 9782924491164)
- Les fins heureuses, Montréal, Le Cheval d’août, 2018, 196 p.  (ISBN 9782924491263)

### Essais
- David Foster Wallace et les pouvoirs de la littérature, Montréal, Nota bene, coll. « Contemporanéités », 2020, 285 p.  (ISBN 9782895187073)

## Honneurs
- 2016 - Finaliste au Grand Prix du livre de Montréal[6], Synapses
- 2019 - Prix littéraire Adrienne-Choquette, Les fins heureuses